# Enneapterygius gruschkai
Enneapterygius gruschkai és una espècie de peix de la família dels tripterígids i de l'ordre dels perciformes.

## Morfologia
- Els mascles poden assolir 2,9 cm de longitud total.[3][4]

## Hàbitat
És un peix marí de clima tropical que viu fins als 8 m de fondària.

## Distribució geogràfica
Es troba a les illes de l'Índic occidental i central.